# Martinton
Martinton és una població dels Estats Units a l'estat d'Illinois. Segons el cens del 2000 tenia 375 habitants.

## Demografia
Segons el cens del 2000, Martinton tenia 375 habitants, 135 habitatges, i 102 famílies. La densitat de població era de 579,2 habitants/km².
Dels 135 habitatges en un 40,7% hi vivien nens de menys de 18 anys, en un 64,4% hi vivien parelles casades, en un 6,7% dones solteres, i en un 24,4% no eren unitats familiars. En el 20% dels habitatges hi vivien persones soles el 10,4% de les quals corresponia a persones de 65 anys o més que vivien soles. El nombre mitjà de persones vivint en cada habitatge era de 2,78 i el nombre mitjà de persones que vivien en cada família era de 3,21.
Per edats la població es repartia de la següent manera: un 32% tenia menys de 18 anys, un 6,1% entre 18 i 24, un 32,5% entre 25 i 44, un 20,3% de 45 a 60 i un 9,1% 65 anys o més.
L'edat mediana era de 32 anys. Per cada 100 dones de 18 o més anys hi havia 90,3 homes.
La renda mediana per habitatge era de 44.583 $ i la renda mediana per família de 51.042 $. Els homes tenien una renda mediana de 29.821 $ mentre que les dones 23.214 $. La renda per capita de la població era de 16.208 $. Aproximadament el 4,6% de les famílies i el 4,6% de la població estaven per davall del llindar de pobresa.

## Poblacions més properes
El següent diagrama mostra les poblacions més properes.